# Saint-Romain-d'Urfé
Saint-Romain-d'Urfé é uma comuna francesa na região administrativa de Auvérnia-Ródano-Alpes, no departamento de Loire. Estende-se por uma área de 15 km². Em 2010 a comuna tinha 254 habitantes (densidade: 16,9 hab./km²).